# Polygonia cognata
Polygonia cognata är en fjärilsart som beskrevs av Moore 1899. Polygonia cognata ingår i släktet Polygonia och familjen praktfjärilar. Inga underarter finns listade i Catalogue of Life.